# ルイス・セラーノ・アラルコン
ルイス・セラーノ・アラルコン（Luis Serrano Alarcón、1972年 - ）はスペインの作曲家、指揮者。

## 来歴
バレンシアで生まれ、チバの音楽協会で作曲、管弦楽法、ソルフェージュ、音楽理論、初見演奏、移調、ピアノ教育法を学んだ。
また、アルボラチェのラ・プリミティバ音楽協会(Sociedad Musical la Primitiva)、チバのラ・アルティスティカ音楽協会(Sociedad Musical La Artística)、ベニマクレートの音楽教育センター(Centro Instructivo Musical)交響吹奏楽団の指揮者、ベテラの音楽芸術センター(Centro Artístico Musical)交響吹奏楽団の首席指揮者を歴任した。現在はバレンシア専門音楽院(Conservatorio Superior de Música de Valencia)でアナリーゼと作曲を教えている。
吹奏楽のための作品が特に多く演奏されている。2006年の「前奏曲と夜明けの踊り」がコルチャーノ国際吹奏楽作曲コンクールで第1位を獲得し、2009年のLa Dama Sentinelaで、第1位を二度獲得した初めての作曲家となった。世界の25ヵ国以上で作品が演奏されており、ティモシー・レイニッシュ(Timothy Reynish)は「現在、特に傑出したスペインの作曲家の一人である」と述べている。

## 主要作品

### 吹奏楽曲
- コンチェルタンゴ (Concertango, para saxo alto, jazz trío (pno, cb, bat) y banda sinfónica)
- 金管五重奏と吹奏楽のための前奏曲と夜明けの踊り (Preludio y Danza del Alba, para quinteto de metal y banda)
- マルコ・ポーロ三部作
  - マルコ・ポーロ ～シルクロード～ (Marco Polo, La Ruta de la Seda, para banda sinfónica)
  - マルコ・ポーロ ～キャセイ・イヤーズ～ (Marco Polo, The Cathay Years)
  - マルコ・ポーロ ～インドの巻～ (Marco Polo, El Libro de la India)
- ドゥエンデ (Duende, Four Preludes for Symphonic Wind Ensemble)
- 吹奏楽のための小組曲 (Pequeña Suite para Banda)
- インヴォカシオン～「エル・プエルト」を元にして (Invocación, Revisitando "El Puerto")
- 交響曲 (Symphony for Wind Orchestra)
- 交響曲第2番 (Second Symphony for Wind Orchestra)